# Anzelingerbach
Der Anzelingerbach ist ein Bach in Frankreich, der im Département Moselle in der Region Grand Est verläuft.

## Geographie

### Verlauf
Der Bach entspringt unter dem Namen Ihrbach im nördlichen Gemeindegebiet von Monneren, entwässert generell Richtung Südsüdost und mündet nach rund 15 Kilometern im Gemeindegebiet von Anzeling als linker Nebenfluss in die Nied. Im Mündungsbereich quert der Anzelingerbach die Bahnstrecke Völklingen–Thionville.

### Zuflüsse
(Reihenfolge in Fließrichtung)
- Ruisseau de Dalstein (rechts), 6,37 km
- Ruisseau le Piblangerbach (rechts), 6,92 km

### Orte am Fluss
(Reihenfolge in Fließrichtung)
- Sainte-Marguerite, Gemeinde Monneren
- Monneren
- Menskirch
- Chémery-les-Deux
- Hobling, Gemeinde Chémery-les-Deux
- Edling, Gemeinde Anzeling
- Anzeling